# Emili Blanch i Roig

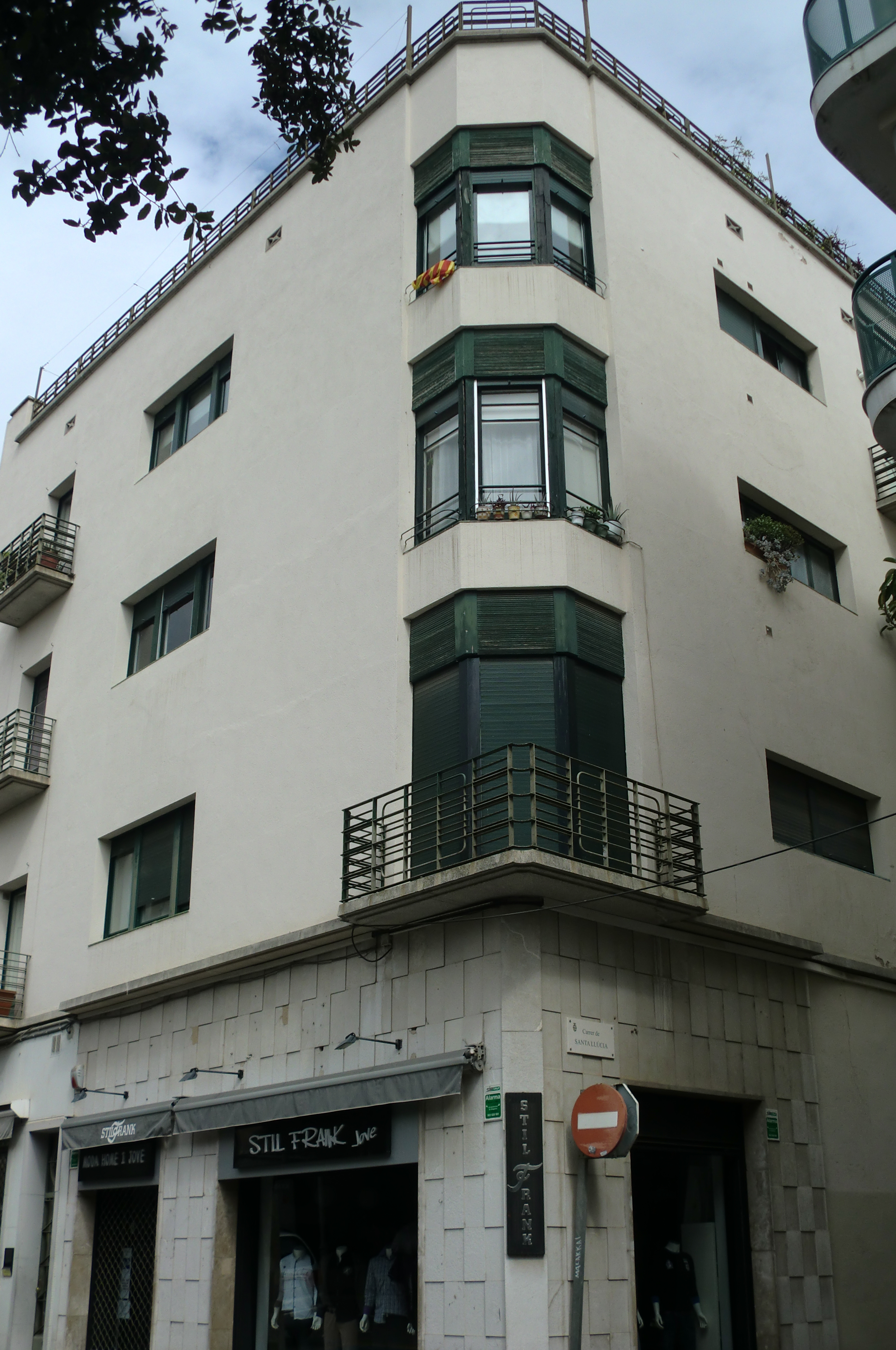
Casa Guillamet a Figueres

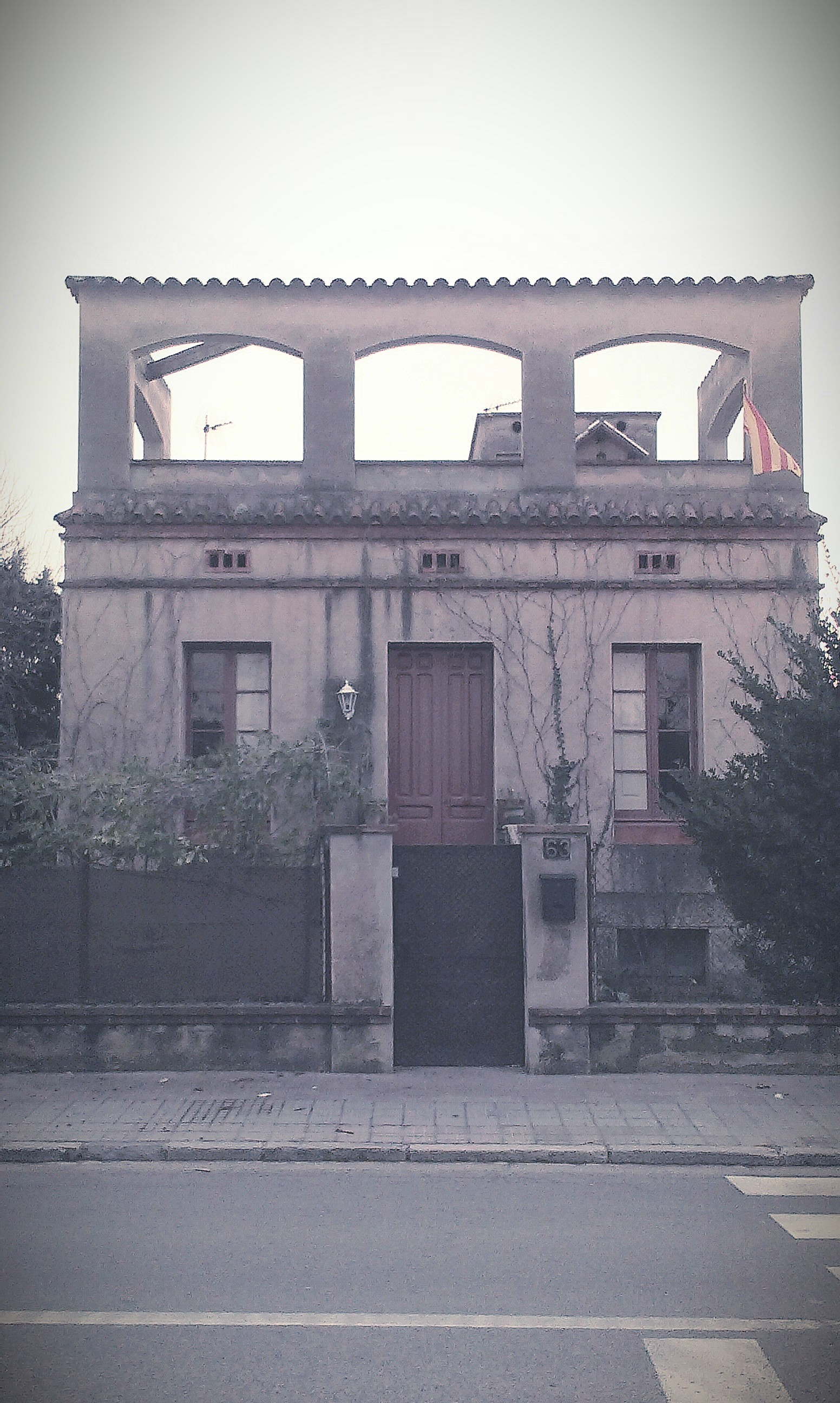
Casa a Caldes de Malavella (Av. Dr Furest)

Emili Blanch i Roig (La Pera, 30 d'octubre de 1897 - Girona, 9 de gener de 1996) fou un arquitecte racionalista.

Després de treballar gairebé deu anys com a delineant al despatx barceloní de l'arquitecte Manuel Raspall, l'any 1925, obté el títol d'arquitecte a l'Escola d'Arquitectura de Barcelona. Influït per l'arquitectura de Le Corbusier, que va conèixer en les conferències que l'arquitecte suís va pronunciar a Barcelona, inicia una trajectòria plenament identificada amb l'arquitectura racionalista. Participa plenament dels principis del GATCPAC (Grup d'Arquitectes i Tècnics Catalans pel Progrés de l'Arquitectura Contemporània), moviment renovador de l'arquitectura que triomfarà en els anys trenta, practicant una arquitectura de factura racionalista que suposarà la introducció a Girona del nou model arquitectònic. 

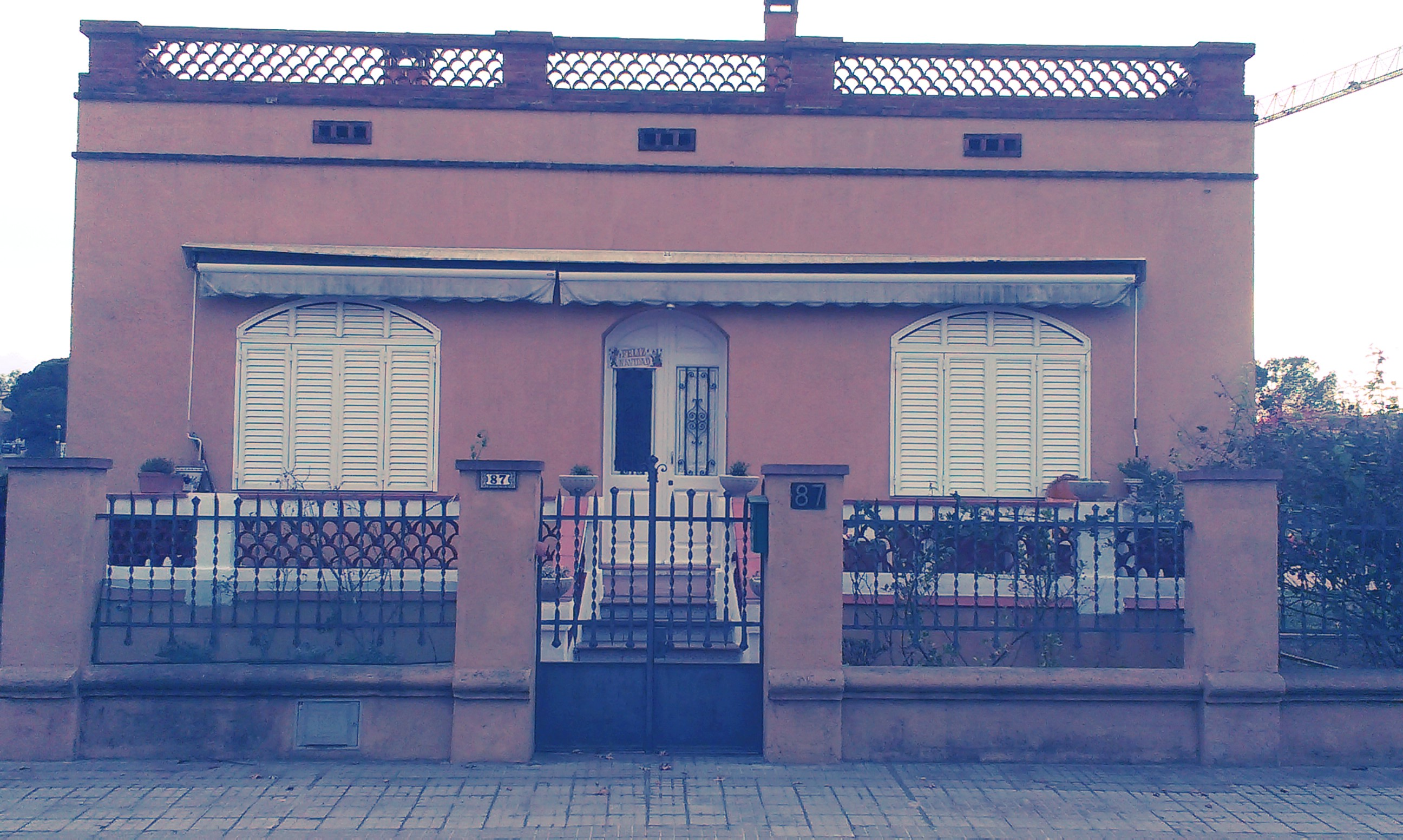
Casa a Caldes de Malavella (Av. Dr. Furest)

L'any 1927 és nomenat arquitecte director de l'Oficina Provincial de Construccions Civils i membre de la Comissió Provincial de Monuments i, más endavant, arquitecte provincial a la Diputació de Girona. Paral·lelament, des del seu despatx professional, projecta algunes de les que esdevindran les seves obres més reconegudes: la Casa Jonquera (1931), la Casa Blanch (1932) i la Casa Teixidor (1934), totes tres al carrer Bernat Boades de Girona, i la Casa Reig (1934) i la Casa Guillamet (1935), a Figueres. Va ser, també, arquitecte municipal a diverses poblacions, com Caldes de Malavella, Palafrugell i Portbou.
A partir de 1936, com a arquitecte de la Generalitat a Girona dissenya escoles, hospitals i altres edificis per a serveis públics arreu de la demarcació. En els temps de màxima violència antireligiosa que acompanyen les primeres setmanes de la Guerra Civil, participa activament en la protecció del patrimoni des de la Comissió del Patrimoni Artístic i Arqueològic, creada pel govern de la Generalitat, i és responsable del salvament de gran nombre d'obres d'art i edificis.
Acabada la Guerra Civil, la seva militància política a Esquerra Republicana de Catalunya i el treball per al govern de la República li suposen una sentència condemnatòria del Tribunal de Responsabilidades Políticas, que comporta la confiscació total dels seus béns, la inhabilitació absoluta en el seu grau màxim i la relegació a les Possessions espanyoles africanes pel termini de quinze anys. En paral·lel és condemnat per la Junta Superior de Depuració del Col·legi d'Arquitectes a la suspensió total per a l'exercici públic i privat de la seva professió. El gener del 1939, Emili Blanch i la seva dona, la figuerenca Maria Batlle i March inicien el camí de l'exili. Creuada la frontera i després d'una breu estada a Perpinyà, troben refugi a Montpeller fins al 1942 quan crearan l'atlantic fins a Mèxic.
A Ciutat de Mèxic, treballarà per a la constructora CON-TE, obrirà despatx propi i més tard, el 1946, s'associarà als germans José (enginyer) i Juan Rivaud (arquitecte) per crear l'empresa Rivaud i Blanch, Arquitectos. En els sis anys que resideix a Mèxic projecta més de quaranta obres i, encara que en la majoria exhibeix el repertori racionalista importat de Catalunya, en algunes la influència del client fa decantar a l'arquitecte cap a les fórmules tradicionals. D'aquesta producció cal destacar: la casa per Emilia García al barri de Chapultepec (1943), la Fàbrica de calçat per a José María Fernández (1944), el concessionari Durkin Motors (1945), les cases per a la Cooperativa PH, amb els germans Rivaud (1946), el Pavelló Català a la Fira del Llibre de Mèxic de 1946, el bloc de pisos per a Alfredo B. Cuéllar (1947), també associat a Rivaud, l'edifici comercial i d'habitatges Productes (1947), el monument funerari per al poeta català Pere Matalonga (1947), el bloc Laguillo-García, i el magatzem Sears Roebuck and Co.
L'exili americà acaba al febrer de 1948, quan via Nova York i Bilbao torna a Catalunya, on s'haurà d'enfrontar a la difícil situació d'haver confiscats tots els béns i d'haver estat suspès per a l'exercici de l'arquitectura. Encara que més endavant li serà revocada la suspensió professional, únicament construirà petits habitatges de renda limitada, magatzems i garatges i alguns equipaments turístics, com els xalets de la urbanització Cala Rovellada de Colera.
Al final de la seva vida dona el seu habitatge i estudi de Girona, la Casa Blanch, a la Creu Roja, i dedica els últims anys de la seva carrera a les obres de reforma i adequació de la seva residència al poble de Púbol per destinar-la a residència geriàtrica, i que llegarà al Departament de Benestar Social de la Generalitat de Catalunya.